# Димитър Кушувалиев
 Тази статия е за общественика.  За военния вижте Димитър Кушевалиев.  
Димитър (Митре) Кушувалиев е български търговец и общественик от времето на Българското възраждане в Македония.

## Биография
Димитър Кушувалиев произхожда от голямата фамилия Кушувалиеви в българския южномакедонски град Кукуш, по произход от Кушево, тогава в Османската империя. Към 1876 година той вече е виден търговец. По време на Априлското въстание той, заедно с други големи търговци: Гоце Тенчов, Дино Тетов, Тено Станишев (Кьосов) и Георги Шекерджиев, е обвинен в подготовката на бунт и че с тази цел са донесли „фишеци“ от Солун. Арестувани са и отведени в Солун. Дълго време са разследвани и се спасяват след „значително изцеждане на кесиите им“.
Един от първенците на град Кукуш, в края на 70-те години на века Димитър Кушувалиев дарява на Кукушката българска православна община, в памет на покойния си син, специална сграда, за да се открие детска забавачница в града.
В 1897 година е сред членовете на Кукушката православна община.